# 224
| 224                |
| ------------------ |
| Dødsfald - Fødsler |
|                    |

| Gregoriansk kalender | 224 CCXXIV              |
| Ab urbe condita      | 977                     |
| Armensk kalender     | I/T                     |
| Kinesiske kalender   | 2920 – 2921 癸卯 – 甲辰 |
| Etiopisk kalender    | 216 – 217               |
| Jødisk kalender      | 3984 – 3985             |
| Hindukalendere       |                         |
| - Vikram Samvat      | 279 – 280               |
| - Shaka Samvat       | 146 – 147               |
| - Kali Yuga          | 3325 – 3326             |
| Iransk kalender      | 398 BP – 397 BP         |
| Islamisk kalender    | 410 BH – 409 BH         |

Se også 224 (tal)

## Født
- Marcus Aurelius Carus, romersk kejser